# Isabelle Caro
Isabelle Caro (Marselha, 12 de setembro de 1982 - Paris, 23 de novembro de 2010) foi uma modelo e atriz francesa que tornou-se conhecida quando apareceu na campanha No Anorexia, fotografada por Oliviero Toscani.
Caro sofria pela anorexia desde seus 13 anos de idade, época em que a sua mãe veio a sofrer uma depressão e que a levou a fechar-se em casa e isolar-se da sociedade juntamente com a filha (Isabelle Caro) por um período aproximado de 5 anos. Em 2006 chegou a pesar apenas 25 kg possuindo 1,65 m (IMC = 9,3 quando o ideal é 18,5, de acordo com a OMS (Organização Mundial da Saúde).
Despontou na mídia em 2007, durante a campanha No Anorexia da marca italiana No-li-ta, mostrando seu corpo magro de forma a tentar alertar as mulheres do mundo inteiro, quanto ao perigo das mulheres se sujeitem a dietas demasiado radicais e sobre o impacto da anorexia na vida das pessoas.
Morreu devido a uma pneumonia no Japão. A notícia de sua morte só foi divulgada em 29 de dezembro de 2010. Em 2011, Marie Caro, mãe de Isabelle, por não aguentar o sofrimento pela morte da filha, sentindo-se culpada por isto, cometeu suicídio.